# Isó család
Az Isó (I'só, Izsó) család egyike a 17. században nemesített magyar családoknak.

## Története
A család Szentgál községből származik. Az ottani földesúr protestáns vallásra térésük miatt telepítette ki őket és más családokat Dörgicse és Mencshely köves vidékére. Mivel az evangélikus kereszténység a mohácsi csatavesztés után kezdett el terjedni nagy számban a magyarok között, az Isó család is ez után térhetett át Luther Márton tanaira. Az ellenreformáció a század végén vette kezdetét. Ezekből kijelenthető, hogy az áttérés és a Dörgicsére való kitelepítés a 16. század közepe-vége körül történhetett meg. Dörgicsére településük után a vitézlő nép rétegébe kerülhettek, azaz a török elleni harcokban végvári katonai szolgálatot láttak el. Az első név szerint ismert őse a családnak Isó Mihály, akinek a felesége Antal Zsuzsanna volt, aki szintén végvárban szolgáló, majd nemességet kapott családból származott. Az ő fiuk volt az az Isó Márton, aki 1622-ben kapott „hűséges szolgálataiért” nemességet II. Ferdinánd magyar királytól. A nemesítés csak címeres nemeslevéllel történt, mindenfelé birtok, vagy jószágadományozás nélkül. Mindez azt jelenti, hogy nemesítésük után először az armális nemesség rétegébe tartoztak. Felsődörgicsén éltek, ahol 1828-ra az armális nemesi családok száma elérte a 15-öt 58 férfi taggal. Mencshelyen a 18. század végén, házasság útján jelentek meg. Idővel az ottani birtokos nemesi családokkal is házasodtak. Ezek következtében a 19. századra a földbirtokos nemesek közé emelkedtek Mencshelyen. A család a környéken és messzebb is sok más településre elszármazott. Ezek közül néhány: Kővágóörs, Nagyvázsony, Öcs, Balatonakali, Siófok, Budapest és még sok település. Az 1947-es kommunista hatalomátvételig Mencshely vezetését betöltő nemesi családok közé tartozott az Isó család is. A szocializmusban még jobban szétszéledtek, régi földjeik a helyi téeszek részévé váltak, azonban a mai napig számontartják őseiket a leszármazottak. A mai Isó családbeliek egy része városokban él, másik részük falvakban, ahol még mindig mezőgazdasággal is foglalkoznak.

## Jelentősebb tagjai
- Isó Márton, aki az 1622. évi soproni országgyűlésen kapott nemességet
- Isó Dániel 1848-as honvéd. Bajsza János lelkész és az ő tiszteletére emeltek kopjafát a mencshelyi temetőben.
- Isó Gusztáv hadnagy, a 39. gyalogezred 10. századának századparancsnoka. A 10. isonzói csatában 1917. május 12-én halt hősi halált az olasz tüzérségi támadás során. Olaszországban temették el.[1]
- Izsó Miklós (szobrász) (1831–1875)
- Izsó Miklós (színművész) (1877–1948)

## Címerük
Mennyei (kék) színű, alul zöld síksággal berendezett katonai pajzson vörös tunikát viselő, középen fehér fejű magyar katona lovagol fehér lovon. A katona fehér-piros zászlós kopját tart a kezében. A pajzs tetején koronás, nyitott királyi diadémes katonai sisak van, amelyből fekete sasszárnyak állnak ki. Azok közepén ezüst csillag és hold van. A pajzsot jobbról vörös és ezüst, balról kék és arany mennyei szalagok díszítik.

## Rokon családok
Antal, Vértess, Szabó, Kürtös, Balassa, Nagy, Egyed, Méhes (nyéki), Mórocz, Csabi, Fülöp, Sándor és Lampérth családok.